# 元澤木臨時乘降場

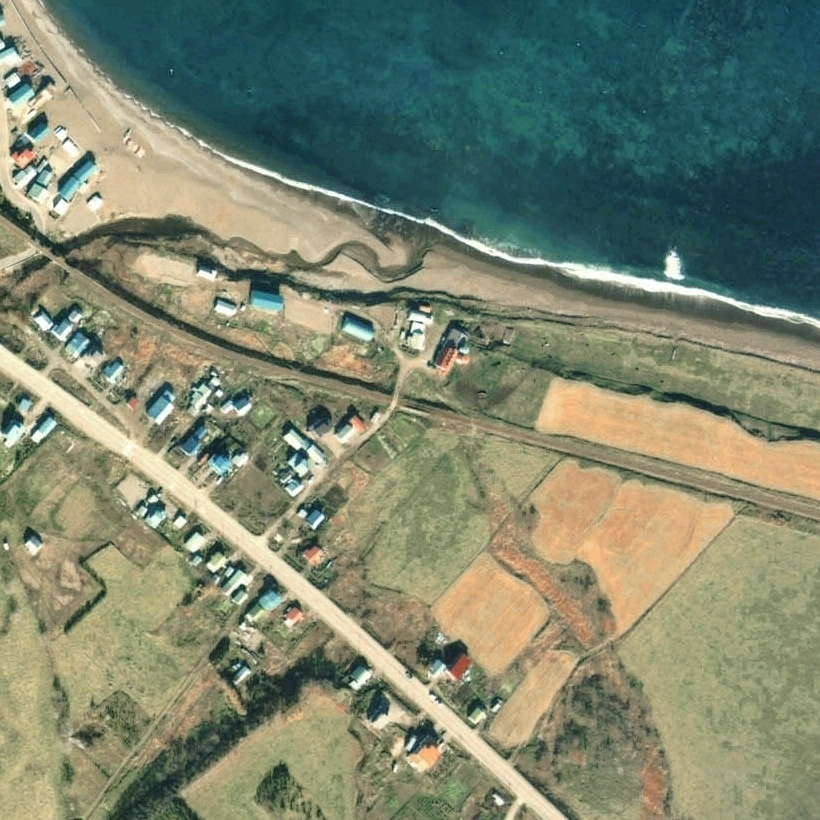
1978年的元澤木臨時乘降場與方圓約500米範圍。左上方是雄武方向。臨時乘降場位於澤木站與日之出岬對面，在北邊的根元位置設有以農業主體的小型村落。月台使用木製，為一座簡單車站。圖中可看見平交道和白色屋頂的候車室。

元澤木臨時乘降場（日语：／ Moto-Sawaki karijōkō-ba */?）是位於北海道紋別郡雄武町字澤木，日本國有鐵道（國鐵）的興濱南線臨時乘降場（廢站）。隨著興濱南線廢線，臨時乘降場在1985年（昭和60年）7月15日廢除。

## 歷史
- 1955年（昭和30年）12月25日 - 日本國有鐵道興濱南線元澤木臨時乘降場（局（日语：鉄道管理局）設定）啟用。
- 1985年（昭和60年）7月15日 - 興濱南線全線廢除，此站也廢除。

## 車站構造
截至車站廢除前，車站是一座地面車站，設有1面1線的單式月台。

## 站名的由來
車站名稱取自附近的地名。

## 車站周邊
- 國道238號（日语：国道238号）
- 日之出岬
- 元澤木川
- 北紋巴士（日语：北紋バス）「元澤木」巴士站

## 現況
截至2000年（平成12年），車站已經沒有任何痕蹟。截至2010年（平成22年）也是同樣。

## 相鄰車站
日本國有鐵道
興濱南線
澤木－元澤木臨時乘降場－榮丘

## 注腳
1. ↑  宮脇俊三 (编). . JTB Can Books. JTB出版. 1999-12: 33. ISBN 978-4533033766 （日语）.
2. ↑  今尾惠介 (编). . JTB出版. 2010-3: 25. ISBN 978-4533078583 （日语）.